# San Rafael (Mendoza)
San Rafael è una città dell'Argentina, situata nella parte centrale della provincia di Mendoza, 240 km a sud della capitale provinciale. La sua popolazione supera i 150 000 abitanti, ed è la città più grande e il capoluogo dell'omonimo dipartimento.
Fu fondata come fortezza militare il 2 gennaio 1805. Allo sviluppo demografico della città ha contribuito una consistente immigrazione italiana negli anni a cavallo del 1900.
Uno dei suoi parchi è il Labirinto borgeano (Laberinto borgeano), basato nei labirinti immaginati per Jorge Luis Borges in base ad un'idea della scrittrice ed amica intima di Borges chiamata Susana Bombal e di un altro amico chiamato Camilo Aldao discendente del caudillo o capo federale dello XIX Secolo del stesso nome e cognome, il designer di questo labirinto fu Randoll Coate.

## Cultura
Viene citata nella serie tv Un ciclone in convento come una sede dell'ordine delle Magdalene dove verrà trasferita Sorella Sophie Tietze.
A San Rafael ha sede il canale televisivo Canal 6 di Telesur.

## Galleria d'immagini

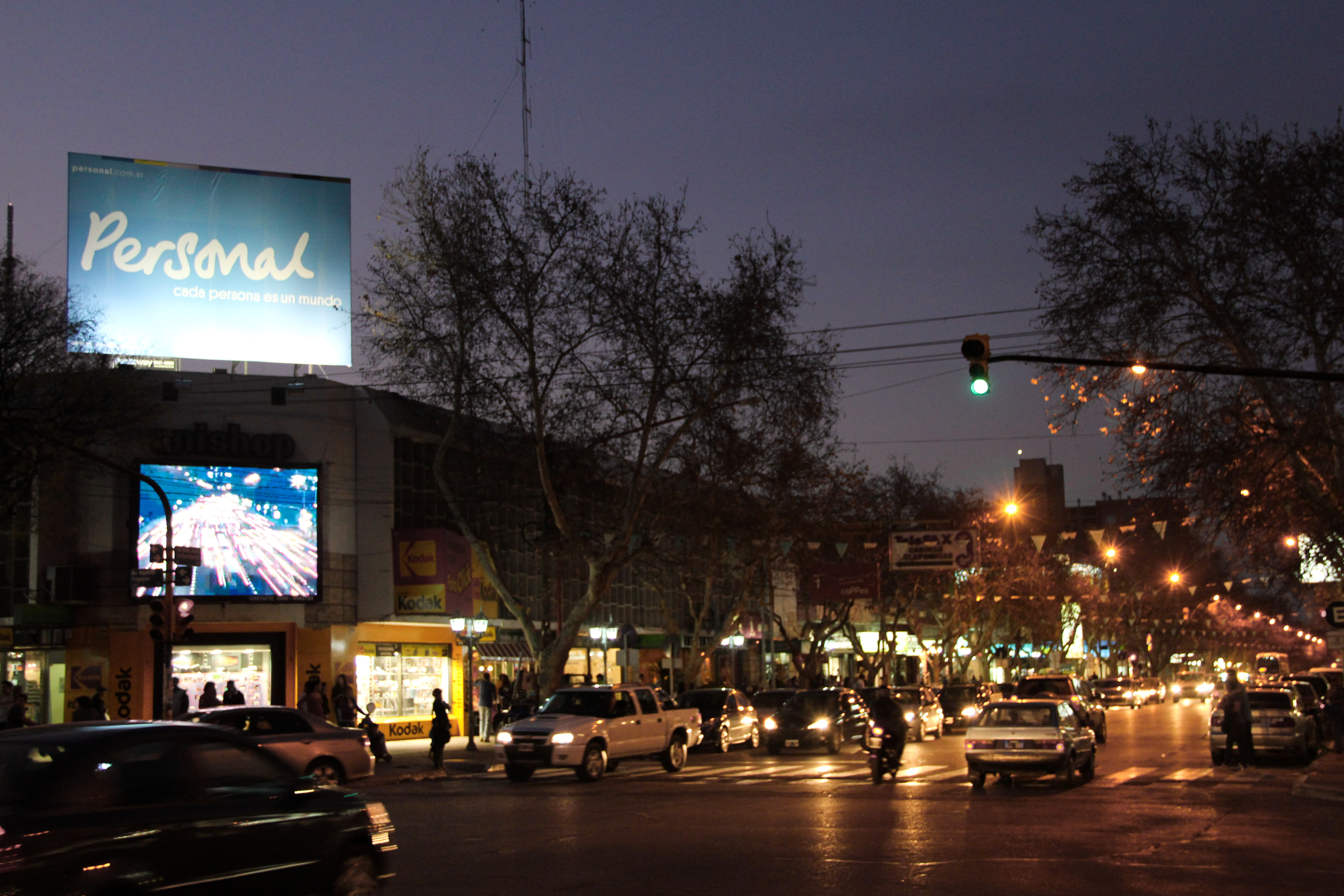
San Rafael di notte (anno 2012)
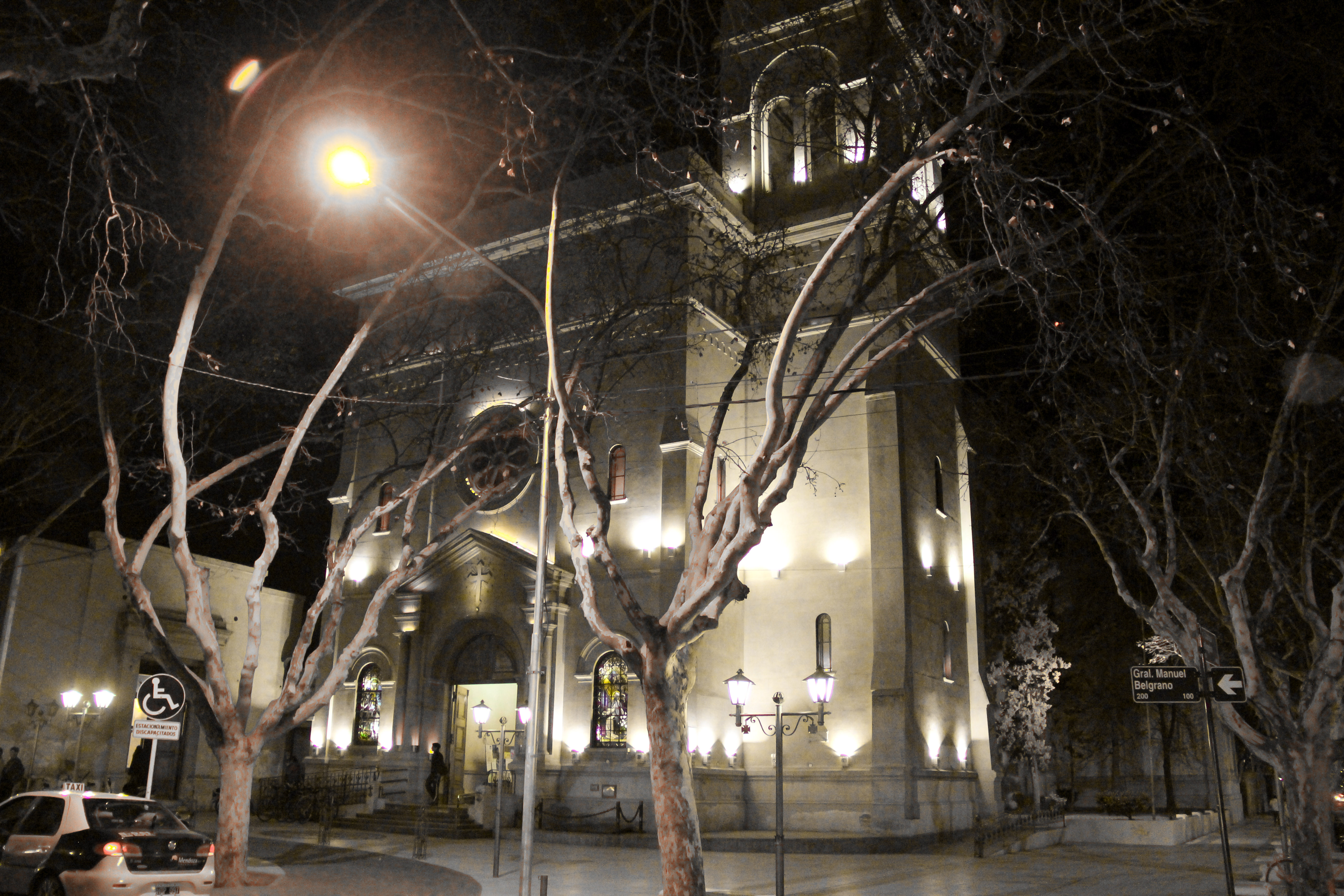
Cattedrale di San Rafael
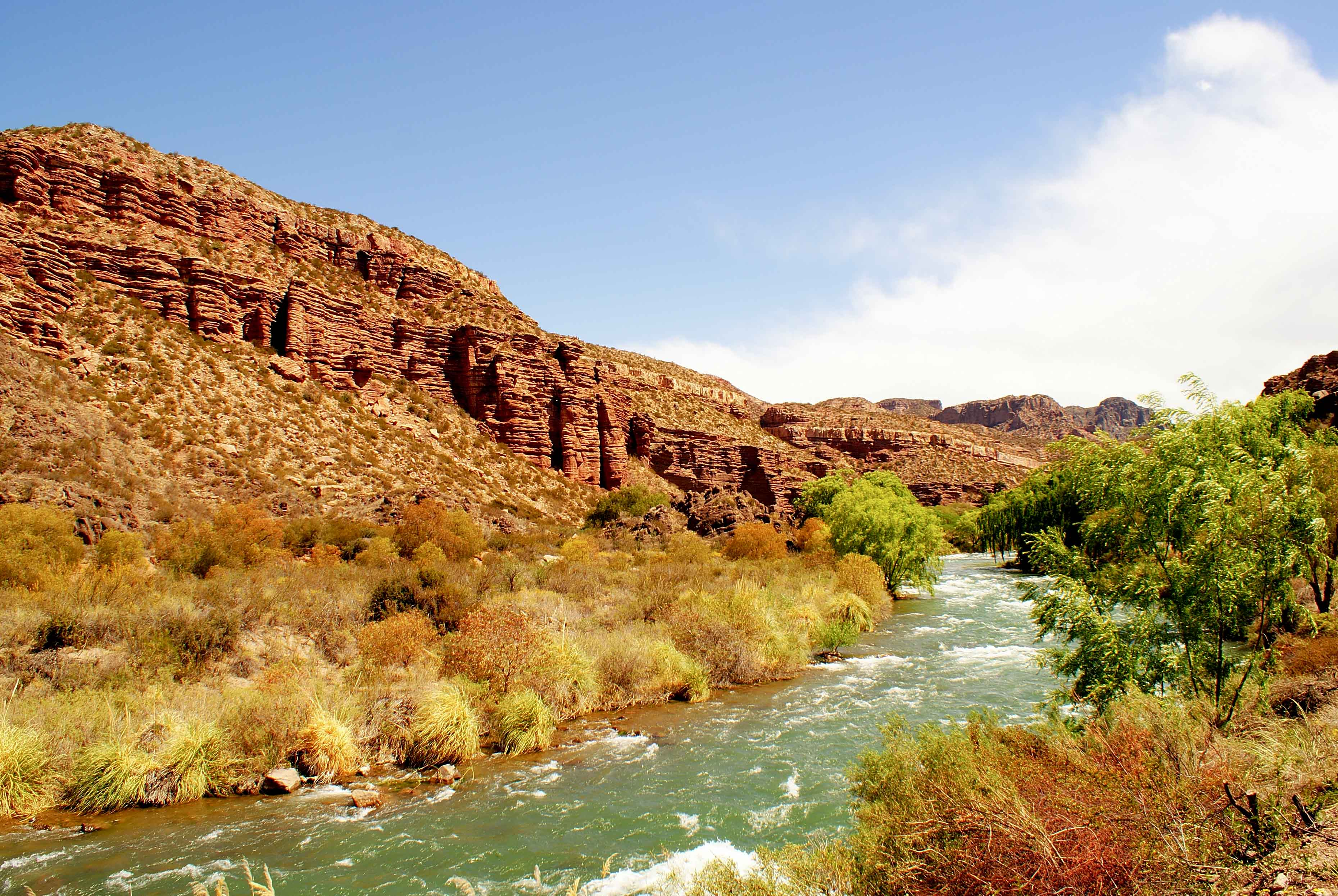
Il fiume Atuel nella gola della Valle Grande
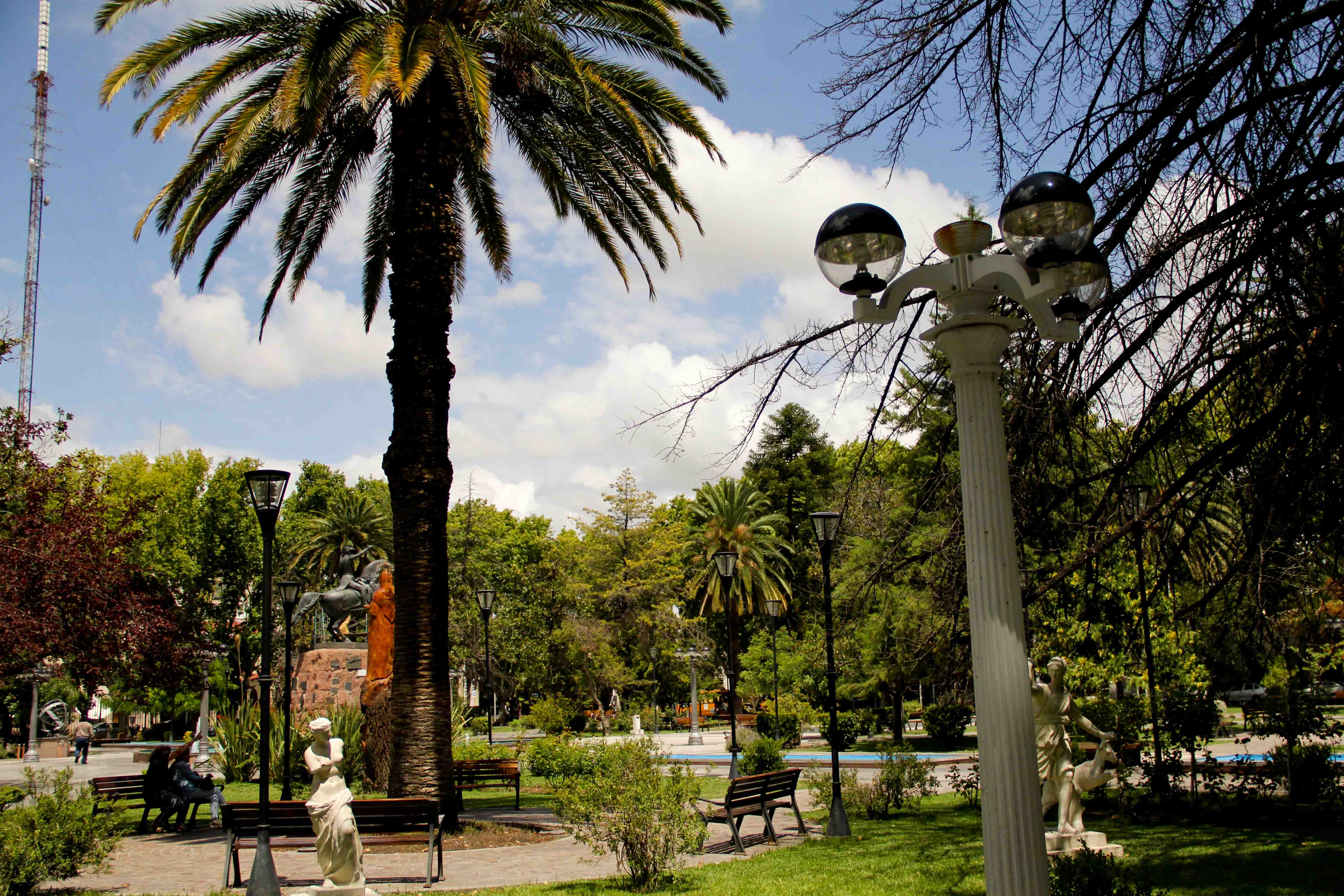
Piazza San Martín
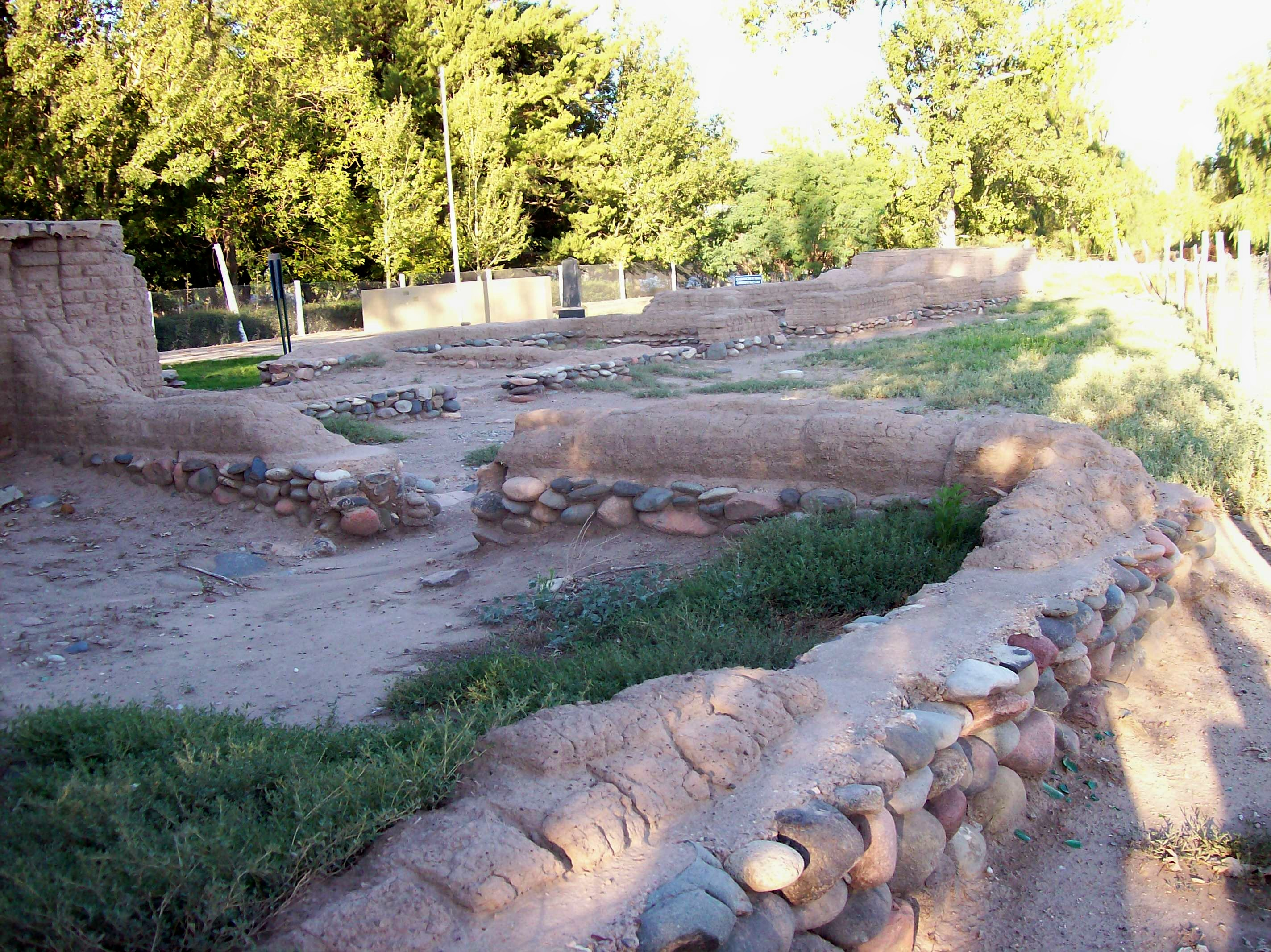
Attuali resti del Forte di San Rafael in La Villa 25 de Mayo.
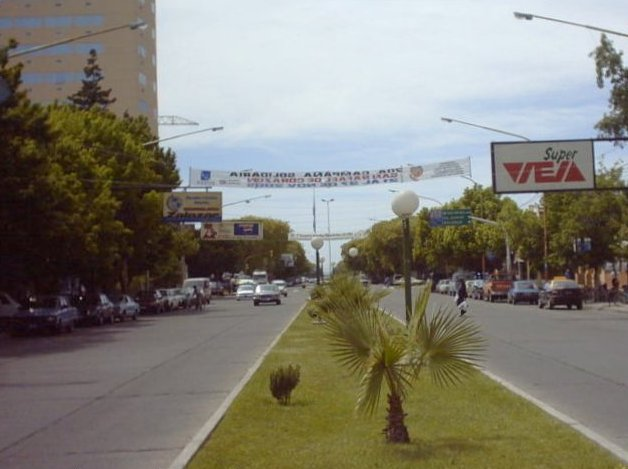
Viale Yrigoyen